# Mohamed Ofkir
Mohamed Ofkir (Oslo, 1996. augusztus 4. –) norvég labdarúgó, a Vålerenga csatárja.

## Pályafutása
Ofkir a norvég fővárosban, Osloban született. Az ifjúsági pályafutását a helyi Rommen csapatában kezdte, majd 2013-ban a Lillestrøm akadémiájánál folytatta.
2015-ben mutatkozott be a Lillestrøm első osztályban szereplő felnőtt csapatában. Először a 2015. április 12-ei, Aalesund ellen 1–1-es döntetlennel zárult mérkőzésen lépett pályára. Első gólját 2016. április 24-én, az Odd ellen 3–1-re megnyert találkozón szerezte. 2017 januárjában a belga Sporting Lokerenhez igazolt. 2017. február 25-én, a Eupen ellen 2–1-re elvesztett bajnoki 63. percében, Guus Hupperts cseréjeként debütált.
2018-ban a norvég Sandefjordhoz szerződött. Először a 2018. április 2-ai, Start ellen 4–1-re megnyert mérkőzés 73. percében, Erik Mjeldet váltva lépett pályára. Első gólját 2018. április 11-én, a Ranheim ellen 2–1-re elvesztett találkozón szerezte. 2020 januárjában a Sarpsborg 08-hoz igazolt.
2022. február 2-án kétéves szerződést kötött a Sandefjorddal. 2023. január 25-én négy évre aláírt a Vålerenga csapatához.

## Statisztikák
2023. augusztus 5. szerint
| Klub             | Szezon   | Osztály        | Bajnokság | Bajnokság | Kupa  | Kupa | Nemzetközi | Nemzetközi | Összesen | Összesen |
| Klub             | Szezon   | Osztály        | Meccs     | Gól       | Meccs | Gól  | Meccs      | Gól        | Meccs    | Gól      |
| ---------------- | -------- | -------------- | --------- | --------- | ----- | ---- | ---------- | ---------- | -------- | -------- |
| Lillestrøm       | 2015     | Tippeligaen    | 12        | 0         | 0     | 0    | 0          | 0          | 12       | 0        |
| Lillestrøm       | 2016     | Tippeligaen    | 23        | 3         | 1     | 1    | 0          | 0          | 24       | 4        |
| Lillestrøm       | Összesen | Összesen       | 35        | 3         | 1     | 1    | 0          | 0          | 36       | 4        |
| Sporting Lokeren | 2016–17  | Jupiler League | 9         | 0         | 0     | 0    | —          | —          | 9        | 0        |
| Sandefjord       | 2018     | Eliteserien    | 21        | 3         | 2     | 1    | —          | —          | 23       | 4        |
| Sandefjord       | 2019     | OBOS-ligaen    | 28        | 2         | 3     | 2    | —          | —          | 31       | 4        |
| Sandefjord       | Összesen | Összesen       | 49        | 5         | 5     | 3    | 0          | 0          | 54       | 8        |
| Sarpsborg 08     | 2020     | Eliteserien    | 25        | 1         | —     | —    | —          | —          | 25       | 1        |
| Sarpsborg 08     | 2021     | Eliteserien    | 7         | 0         | 1     | 0    | —          | —          | 8        | 0        |
| Sarpsborg 08     | Összesen | Összesen       | 32        | 1         | 1     | 0    | 0          | 0          | 33       | 1        |
| Sandefjord       | 2022     | Eliteserien    | 31        | 13        | 2     | 2    | —          | —          | 33       | 15       |
| Vålerenga        | 2023     | Eliteserien    | 16        | 2         | 4     | 4    | —          | —          | 20       | 6        |
| Összesen         | Összesen | Összesen       | 172       | 24        | 13    | 10   | 0          | 0          | 185      | 34       |